# 杜恩斯湖 (佛羅里達州)
杜恩斯路（英語：Dunes Road）是位於美國佛羅里達州棕櫚灘縣的一個人口普查指定地區。

## 地理
杜恩斯路的座標為26°29′03″N 80°07′07″W / 26.48417°N 80.11861°W，而該地最高點為海拔高度5米（即16英尺）。

## 人口
根據2010年美國人口普查的數據，杜恩斯路的面積為1.30平方千米，當中陸地面積為1.30平方千米，而水域面積為0.00平方千米。當地共有人口391人，而人口密度為每平方千米300人。